# زبينية
الزبينية (الاسم العلمي: Antennulariellaceae)، فصيلة فطور من الفطريات الزقية نتنمي لى رتبة السخاماوات.